# Marko Perojević
Marko Perojević (Trogir, 16. listopada 1876. – Sarajevo, 28. rujna 1943.) hrvatski povjesničar

## Životopis
Gimnaziju je pohađao u Splitu, a studij teologije u Zadru. Nakon završetka studija 1900. godine zaređuje se i radi kao svećenik do 1920. Godine 1921. stupa u državnu službu kao vladin knjigovođa u Sarajevu. Nakon umirovljenja 1924. počinje se baviti novinarstvom i zapošljava se kao član uredništva sarajevskih dnevnih novina Jugoslavenski list. 
Iako nije stekao formalno obrazovanje iz povijesti na posebnom studiju, ipak se još od njegovih svećeničkih dana primjećivala njegova naklonost djelima iz hrvatske povijesti. Proučavao je hrvatsku povijest do 12. st, povijest Klisa, Trogira i Splita - 1908. je za izdavanje priredio knjigu Pavla Andreisa Storia della citta di Trau iz 17. stoljeća. Mnogo je pisao, ali su njegovi radovi razasuti najviše po različitim periodičnim izdanjima kao što su Jugoslavenski list ili Kalendar Napredak.
Pred kraj života počeo je pisati i obimnu studiju o povijesti srednjovjekovne Bosne koja je kasnije trebala izaći u sklopu knjige Poviest Hrvatskih zemalja Bosne i Hercegovine od najstarijih vremena do godine 1463, u izdanju Hrvatskog kulturnog družtva Napredak. Prema svjedočanstvu suvremenika, upravo je Ferdo Šišić, glasoviti hrvatski povjesničar, predložio da Perojević obradi dio o političkoj povijesti bosanskog srednjeg vijeka. Tako je on morao u veoma kratkom vremenu savladati obilje građe i literature s kojom od ranije nije bio upoznat. 
Pristupajući radu na ovom izuzetno zahtjevnom zadatku, Perojević se počeo javljati i u tisku s kraćim prilozima iz bosanske povijesti. Tako se pozabavio vjerskim prilikama u srednjovjekovnoj Bosni, krunidbi kralja Tvrtka I, gdje je zastupao mišljenje o njegovoj dvostrukoj krunidbi, o bosanskom braku i ženama. Svoja znanja iz bosanske povijesti konačno je sažeo na oko 400 stranica u navedenom djelu koje je izašlo u Sarajevu 1942. godine.

## Djela

### Knjige
- "Storia della citta di Trau / Paolo Andreis ; pubblicata per cura di Marco Perojević", Split, 1908.
- "Tomislav, prvi kralj hrvatski i njegovo doba", Naklada Hrvatskog kulturnog društva "Napredak", Sarajevo, 1925.
- "Hiljadugodišnjica hrvatskoga kraljevstva (g. 925-1925.)", Narodna tiskara, Split, 1925.
- "Ninski biskup u povijesti hrvatskog naroda", Matica hrvatska, Zagreb, 1939.
- "Petar Kružić, kapetan i knez grada Klisa", Zagreb, 1-1930., 2-1931., 3-1998.

### Članci
- Oko bogumilstva u srednjovjekovnoj Bosni, Jugoslavenski list, Sarajevo, 31. siječnja 1937.
- O krunisanju kralja Tvrtka I, Jugoslavenski list, Sarajevo, 25. prosinca 1937.
- Brak u Bosni druge polovine XIV. vijeka, Jugoslavenski list, Sarajevo, 25. prosinca 1940.
- Kralj Zvonimir i Bosna, Kalendar Napredak, god. XVI, Sarajevo, 1941.
- Žena iz bosanske povijesti, Kalendar Napredak, god. XVI, Sarajevo, 1941.